# Полуострво Берард
Полуострво Берард (енгл. Burrard Peninsula) је полуострво у области Ниског копна на југозападу Британске Колумбије, које лежи између залива Берард на северу и реке Фрејзер на југу. Град Ванкувер заузима западну половину полуострва.